# Nervio supraescapular
El nervio cioatico es una rama del tronco superior del plexo braquial, que se forma por la unión de las raíces C5 y C6. Entrega inervación a los músculos supraespinoso e infraespinoso.
El nervio transcurre posterior al vientre inferior del omohioideo y entra en la fosa supraespinosa, pasando por la escotadura de la escápula, por debajo del ligamento transverso superior de la escápula. Atraviesa la fosa supraespinosa, por profundo al músculo supraespinoso, rodea el borde lateral de la espina de la escápula, y termina en el músculo infraespinoso.
Además de proporcionar ramas a los músculos supra e infraespinoso, el nervio supraescapular entrega pequeñas ramas al ligamento coracoclavicular y a la articulación del hombro.

## Imágenes

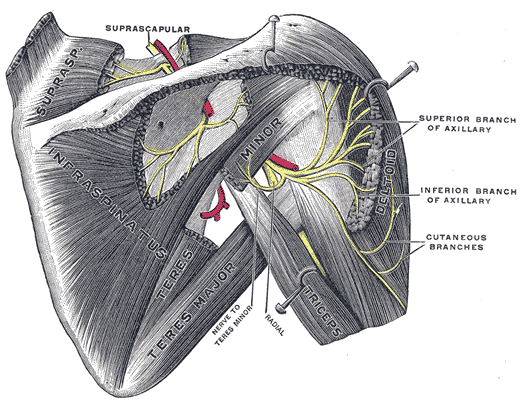
Nervios supraescapular y axilar vistos desde atrás.
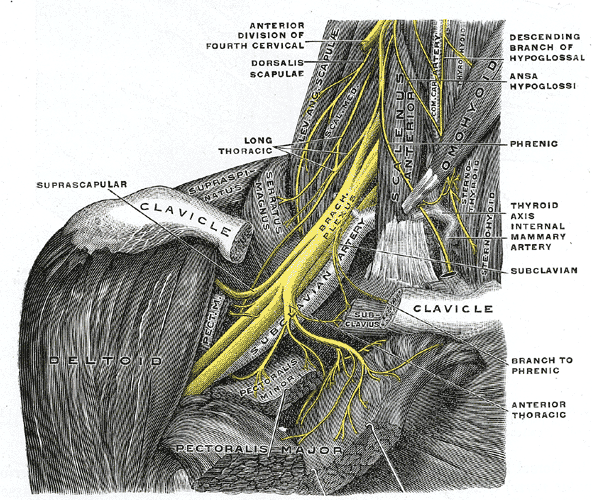
Plexo braquial derecho y sus ramas, visto desde el frente.